# Canh Thân (nhạc sĩ)
Canh Thân (1920 – 1970) là một nhạc sĩ tiền chiến Việt Nam. Các sáng tác của ông đa phần mang tiết tấu vui tươi, lạc quan, yêu đời như "Túi đàn", "Khúc ca mùa hè" hay lãng mạn như "Cô hàng cà phê". Ông là thành viên nhóm nhạc Đồng Vọng của nhạc sĩ Hoàng Quý. Khi ca hát, ông lấy biệt danh là Tino Thân. 

## Tiểu sử
Ông sinh năm 1920 (năm Canh Thân theo âm dương lịch) tại Hải Phòng.. Thiếu thời, ông học ở trường Saint-Charles, gần trường tư thục Lê Lợi nơi Hoàng Quý theo học.
Năm 1939, ông tham gia nhóm Đồng Vọng của nhạc sĩ Hoàng Quý. Ngoài ra, ông còn có biệt danh là Tino Thân khi đi hát do ông ái mộ ca sĩ người Pháp Tino Rossi. Ông theo kháng chiến chống thực dân Pháp một thời gian ở vùng chiến khu 3 (Đồng bằng sông Hồng), sau thì trở về thành.
Ông sáng tác đa dạng thể loại. Khác với nhiều nhạc sĩ đồng niên, ông thường viết các ca khúc mang tiết tấu tươi vui, nội dung lạc quan, yêu đời như "Khúc ca mùa hè", "Túi đàn", "Đi với tôi đến chốn trời xa",... Loại nhạc lãng mạn của ông có các bài "Hoa mai", "Em gái tôi" (viết tặng ca sĩ Kim Tước)... và nổi tiếng là bài "Cô hàng cà phê". Có quan điểm cho rằng hình tượng cô bán quán cà phê  lấy cảm hứng từ ca sĩ Thái Hằng, là người được yêu mến bởi nhà thơ Đinh Hùng, các nhạc sĩ Ngọc Bích, Canh Thân lẫn Phạm Duy, trong thời gian Canh Thân hay lui tới quán phở kiêm giải khát của gia đình bà ở tỉnh Hà Đông. Ông còn sáng tác loại nhạc trào phúng như bài "Vỉa hè", mượn hình tượng con chó được nuôi ăn đầy đủ hơn con người nhằm châm biếm xã hội miền Bắc Việt Nam dưới quyền thực dân coi thường nhân quyền trước năm 1954.
Năm 1954, ông di cư vào miền Nam Việt Nam. Ông là hạ sĩ quan phục vụ Quân lực Việt Nam Cộng hòa, làm việc trong ngành tâm lý chiến của Đài phát thanh Sài Gòn . Lúc này, ông sáng tác rất ít, và gia đình cũng khá nghèo túng, dẫn đến việc ông đi vào con đường nghiện ngập.
Ông qua đời vào năm 1970 tại Sài Gòn.
Nhạc sĩ Canh Thân là cậu của ca sĩ Ái Liên, còn Ái Liên là mẹ của ca sĩ Ái Vân.

## Sáng tác
Danh sách này không đầy đủ, bạn cũng có thể giúp mở rộng danh sách.
| - Áo đi mưa - Anh còn cây đàn - Bụi phong trần (lời Lê Đô) - Buồn lặng lẽ - Các anh về (lời Văn Khôi) - Cái bụng tốt - Cầu nguyện thanh bình - Chiến đấu cho hòa bình (lời Văn Khôi) - Chúc xuân - Cô hàng cà phê (1947) - Đi với tôi đến chốn trời xa - Đi chơi Sài Gòn | - Đêm trăng - Em gái tôi - Gửi niềm thương - Hoa mai - Khi ta ra đi - Khúc ca mùa hè - Khúc hát nông dân - Khúc liên hoan - Màu hoa tím - Mơ chiến thắng - Nhạc lòng - Ngày ra đi | - Phút chia tay - Ra đi muôn phương - Thành Tô mến yêu - Túi đàn - Yêu là ảo mộng (1962) - Vĩ Dạ đò trăng - Vỉa hè - Về miền tự do - Vui lên đi xuân tới rồi - Xuân nghèo |